# جيم كيلي (لاعب كريكت)
جيم كيلي (9 ديسمبر 1928 في نيوزيلندا - 9 يناير 1995 في نيوزيلندا) (بالإنجليزية: Jim Kelly)‏ هو لاعب كريكت نيوزلندي.

## وصلات خارجية
- جيم كيلي على موقع إي آس بي آن كريك إنفو (الإنجليزية)